# جو إيفانز
جو إيفانز (بالإنجليزية: Joe Evans)‏ هو كاتب سير ذاتية وكاتب أمريكي، ولد في 7 أكتوبر 1916 في بينساكولا في الولايات المتحدة، وتوفي في 17 يناير 2014 في ريتشموند في الولايات المتحدة.

## وصلات خارجية
- جو إيفانز على موقع ميوزك برينز (الإنجليزية)
- جو إيفانز على موقع أول ميوزيك (الإنجليزية)
- جو إيفانز على موقع ديسكوغز (الإنجليزية)